# 피아노 오중주 2번 (드보르자크)
안토닌 드보르자크의 피아노 오중주 가장조, Op. 81, B. 155는 피아노, 바이올린 2대, 비올라, 첼로를 위한 피아노 오중주이다. 1887년 8월 18일에서 10월 8일 사이에 작곡되었으며 1888년 1월 6일 프라하에서 초연되었다. 오중주는 슈만, 브람스, 쇼스타코비치의 것와 함께 형식상 걸작으로 인정받는다.
피아노 오중주는 체코 민속 음악의 요소와 표현적인 서정의 드보르자크 개인 형식의 혼합이다. 특징적으로 이러한 요소에는 노래와 춤의 스타일과 형식이 포함되지만 실제 민속 음악은 포함되지 않는다. 드보르자크는 민속 스타일로 자신의 멜로디를 만들었다.

네 악장으로 구성되어 있다.
1. Allegro, ma non tanto
2. Dumka: Andante con moto
3. Scherzo (Furiant): Molto vivace
4. Finale: Allegro.